# سمارتبير سوفتوير
سمارتبير سوفتوير (بالإنجليزية: SmartBear Software)‏ هي شركة أمريكية خاصة لتكنولوجيا المعلومات توفر أدوات لمراقبة أداء التطبيقات (APM)، وتطوير البرامج، واختبار البرامج، واختبار وإدارة واجهة برمجة التطبيقات (API). يقع مقر الشركة في ساحة الجمعية في سومرفيل في منطقة بوسطن الكبرى. تأسست الشركة في عام 2009، من بين مجموعة من الشركات، بما في تلك شركة تحمل اسمًا مشابهًا.
في عام 2011 استحوذت على شركة (بالإنجليزية: Eviware)‏ مما أدى إلى انضمام أولى لينسمر مؤسس SoapUI إلى الشركة. شغل لاحقًا منصب مدير التكنولوجيا التنفيذي (CTO) في SmartBear. في نفس العام استحوذت الشركة على (بالإنجليزية: AlertSite)‏ مؤسسة أداة مراقبة أداء التطبيقات (APM).

## وصلات خارجية
- الموقع الرسمي